# كم كيبوم
كم كي-بوم (ولد في 21 أغسطس 1987) هو ممثل ومغني كوري جنوبي، و عضو مؤسس لفرقة الفتيان الكورية الجنوبية سوبر جونيور. بعد صدور ألبوم أستوديو الثالث لفرقة سوبر جونيور سوري، سوري عام 2009، أعلن كم أنه سيغادر الفريق مؤقتا لمتابعة عمله التمثيلي. بدأ كيم عمله التلفزي بمسلسل الدراما الكوري قبلة أبريل عام 2004.

## روابط خارجية
- كم كيبوم على موقع IMDb (الإنجليزية)
- كم كيبوم على موقع ميوزك برينز (الإنجليزية)
- كم كيبوم على موقع ديسكوغز (الإنجليزية)
- كم كيبوم على موقع كينوبويسك (الروسية)